# ريان كيس
ريان كيس (بالإنجليزية: Ryan Kees)‏ هو لاعب كرة قدم أمريكية أمريكي، ولد في 2 أبريل 1986 في إيجان في الولايات المتحدة.

## وصلات خارجية
- ريان كيس على موقع JustSportsStats.com (الإنجليزية)